# Мокрые Дворы
Мокрые Дворы — деревня в Хвастовичском районе Калужской области Российской Федерации. Входит в сельское поселение «Село Милеево». Относится к территориям радиоактивного загрязнения вследствие катастрофы на Чернобыльской АЭС.

## Физико-географическое положение
Расположена на Смоленско-Московской возвышенности. Рядом протекает река Дубна. Находится на юго-западе Калужской области вблизи Смоленской области.
Расстояние до областного центра — Калуги: 157 км, расстояние до Москвы — 344 км

## История
В XIX веке в деревне находился чугунно-литейный завод и карьеры по разработке бурого железняка. В 1945 году в деревне был открыт детский дом
До 2004 года относилась к Милеевскому сельскому совету.